# De Groene Draeck (schip, 1957)
De Groene Draeck is het privéjacht van prinses Beatrix der Nederlanden, genoemd naar het Hollandse oorlogsschip uit 1623, de Vlieghende Groene Draeck, dat onder andere het vlaggenschip was van Piet Hein, met als kapitein vaak Maarten Tromp. Het huidige jacht bevat een mastschild met houtsnijwerk waarop het originele schip is afgebeeld. Tegenwoordig ligt het jacht in de haven van Muiden.

## Het schip
De Groene Draeck is een lemsteraak die van 1956 tot 1957 werd gebouwd in de scheepsbouwhal van De Amsterdamsche Scheepswerf G. de Vries Lentsch Jr. te Amsterdam. De tewaterlating was op 4 juni 1957, de overdracht op 15 juni 1957. Het schip heeft dan een dameshut voor vier personen, een herenhut voor twee personen en twee reserve-slaapplaatsen in de salon. Het vooronder is bedoeld voor de vaste bemanning van het schip en heeft een aparte opgang naar het dek.
Bij de bouw is het schip uitgerust met een watergekoelde Perkins 6-cilinder dieselmotor van 65 pk bij 2000 rpm. Daarnaast een luchtgekoelde Lister-diesel, die een aparte dynamo aandrijft voor de stroomvoorziening, naast de schroefasgenerator. Daar kan ook een bronzen lenspomp worden gekoppeld, die ook voor de dekwas kan worden gebruikt. In de motorkamer is ook een flinke accuset geplaatst. Het schip is dan voorzien van een koolzuur-brandblusinstallatie, die bij 90° aanspreekt. Naast de drie onderwaterlijn-pomptoiletten (een eigen toilet voor de bemanning) zijn er vijf wastafels, die toen alle naar het buitenwater afvoerden.
Om ruimte in de kuip te besparen heeft het schip geen helmstok, maar een stuurrad. Het houtsnijwerk (meer beeldhouwwerk) rond de kuip is in reliëf gebeiteld uit teakhout door C. Bishoff. Op het roer ligt een gevleugelde draak, ontworpen door Katinka van Rood, lerares beeldhouwen van de prinses. Naast het stokanker zijn ook een ploegschaaranker en twee katankers aan boord. De navigatieverlichting kon indertijd ook op petroleum branden, voor het geval de stroom aan boord uit zou vallen.

## Eigendom
Het idee om de prinses een schip aan te bieden werd uitgewerkt in een comité, bestaande uit vertegenwoordigers van bedrijven, die de zeevaart, kustvaart, Rijnvaart, sleepvaart, binnenvaart, visserij, enz. beoefenden, voorts vertegenwoordigers van de Koninklijke Marine, reddingswezen, watersport, naast personen die belangstelling voor de watersport koesterden, maar ook burgemeesters die op dat moment voorname watersportcentra bezaten. De Groene Draeck werd door dit Comité Varend Nederland aan H.K.H. Prinses Beatrix aangeboden ter gelegenheid van haar 18e verjaardag in 1956. Het zeilnummer is dan ook VA 18.
Bij de oplevering in Muiden werd een vlootschouw gehouden van naar schatting 500 jachten en boten, in een rij in de haven en de toegangsgeul.
Eigenaar is de Stichting Kroongoederen van het Huis Oranje-Nassau. De overdracht van eigendom blijkt in stilte te zijn gebeurd rond de troonswisseling.

## Onderhoudskosten

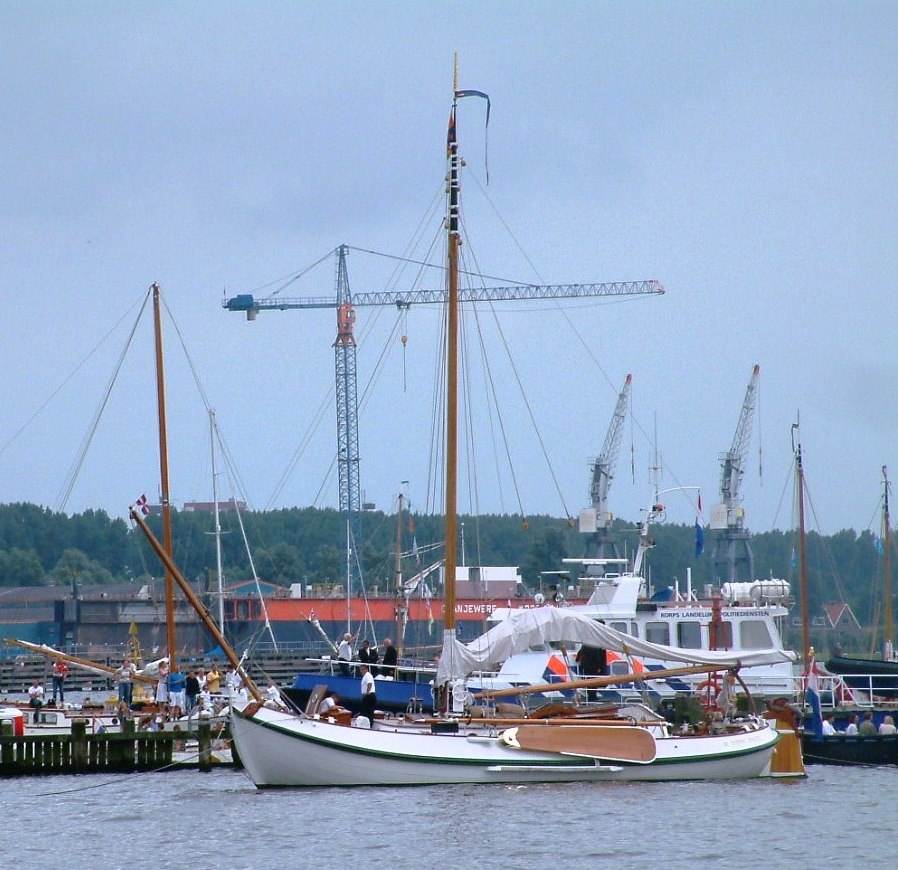
De Groene Draeck tijdens Sail Amsterdam 2005

In 2007 barstte er een discussie los over de onderhoudskosten van De Groene Draeck, die altijd voor rekening van het ministerie van Defensie waren gekomen. In 2005 en 2006 bedroegen ze €416.000. Een nieuw vergelijkbaar schip kost €800.000 tot €2.500.000 en het onderhoud bedraagt normaal gesproken €50.000 tot €70.000 per jaar. 
Op 11 mei 2010 werd bekendgemaakt dat koningin Beatrix alsnog een groot deel van het onderhoud zelf zou gaan betalen. Zij ging twee jaar lang het extra onderhoud betalen. De kosten daarvan werden geschat op €326.000.
Naar aanleiding van vragen van het Tweede Kamerlid Pechtold meldde premier Rutte eind september 2015 dat van 2010 tot 2015 €223.000 méér aan het onderhoud was uitgegeven dan verwacht. En bovendien dat voor de komende jaren niet de begrote €51.000 per jaar zou worden uitgegeven, maar €95.000.
RTL Nieuws onthulde in februari 2016 dat de onderhoudskosten jarenlang voor zo’n €50.000 in de financiële jaarverslagen stonden, maar dat in werkelijkheid de kosten elk jaar meer dan het dubbele bedroegen. Rutte zou hiermee de Tweede Kamer structureel verkeerd hebben geïnformeerd.
De begrote onderhoudskosten voor de jaren 2021-2025 bedroegen €425.000. Dat was onvoldoende voor een nodig geachte grootschalige renovatie van de boot. Ondanks het onderhoud van het ministerie van Defensie was het schip onderhevig aan corrosie door reguliere slijtage en weersinvloeden. Daarnaast waren meerdere systemen aan boord verouderd, zoals het elektrische systeem en de gasinstallatie. Ook werd vastgesteld dat De Groene Draeck niet langer aan de veiligheidseisen voldeed. Een nieuw houten dek werd nodig geacht en er dienden herstelwerkzaamheden te worden uitgevoerd aan de stalen romp. Prinses Beatrix zegde toe de renovatiekosten die boven het vijfjarenbudget uitkwamen zelf te dragen. In september 2021 werd de boot voor de renovatie uit de vaart gehaald. De werkzaamheden werden uitgevoerd door een gespecialiseerd bedrijf.